# Blue (Oklahoma)
Blue es un lugar designado por el censo ubicado en el condado de Bryan  en el estado estadounidense de Oklahoma. En el año 2010 tenía una población de 	195 habitantes y una densidad poblacional de 30 personas por km².

## Geografía
Blue se encuentra ubicado en las coordenadas 33°59′43.68″N 96°13′43.13″O / 33.9954667, -96.2286472 (33.995466° 	-96.228647°). Según la Oficina del Censo de los Estados Unidos, Blue tiene una superficie total de 2,516 mi² (6,5 km²), de la cual 2,516 mi² (6,5 km²) corresponden a tierra firme y 0 mi² (0 km²) es agua.